# Oksymetazolina
Oksymetazolina – organiczny związek chemiczny, hydroksylowa pochodna ksylometazoliny. Stosowana jako lek bezpośrednio aktywujący receptory α-adrenergiczne naczyń krwionośnych nosa i zatok przynosowych, przez co zmniejsza obrzęk i przekrwienie. Działanie pojawia się po kilku minutach i utrzymuje się kilka godzin.

## Działanie
Stosowana miejscowo jest lekiem obkurczającym naczynia krwionośne nosa, przez co zmniejsza obrzęk i przekrwienie błony śluzowej. Po kilku minutach od aplikacji następuje udrożnienie nosa, znaczne ułatwienie choremu oddychania i zmniejsza się ilość wydzieliny.

## Wskazania do stosowania
Leczenie pomocnicze:
- ostrego nieżytu nosa pochodzenia wirusowego lub alergicznego
- zapalenia zatok
- obrzęku błony śluzowej nosa w przebiegu przeziębienia, grypy, zapalenia trąbki słuchowej i ucha środkowego
- w diagnostyce w celu zmniejszenia obrzęku błon śluzowych.

## Przeciwwskazania
- nadwrażliwość na oksymetazolinę
- przewlekłe zanikowe zapalenie błony śluzowej nosa
- jaskra z zamkniętym kątem przesączania
- pacjenci po zabiegach chirurgicznych prowadzonych przeznosowo (np. przezklinowe usunięcie przysadki) lub po innych zabiegach przebiegających z odsłonięciem opony twardej
- jednoczesne stosowanie inhibitorów MAO.

## Środki ostrożności
1. U pacjentów z nadciśnieniem tętniczym, nadczynnością gruczołu tarczowego, chorobami serca, cukrzycą, rozrostem gruczołu krokowego stosować wyłącznie po konsultacji lekarza.
2. Nie jest zalecane stosowanie u dzieci do ukończenia 6 roku życia.
3. Niektóre preparaty dostępne w Polsce[4] zawierają chlorek benzalkoniowy jako środek konserwujący, co może powodować podrażnienie błony śluzowej nosa.

## Interakcje
Jednoczesne stosowanie z inhibitorami MAO lub trójpierścieniowymi lekami przeciwdepresyjnymi może prowadzić do zwiększenia ciśnienia tętniczego.

## Działania niepożądane
Miejscowe:
- podrażnienie i suchość błony śluzowej nosa
- uczucie pieczenia w nosie i gardle
- kichanie.

Bardzo rzadko występują objawy działania ogólnoustrojowego takie jak:
- nudności
- ból głowy
- osłabienie, zmęczenie, senność
- zaburzenia widzenia
- reakcje alergiczne
- kołatanie serca, przyspieszenie czynności serca, wzrost ciśnienia tętniczego.

## Dawkowanie
Leków zawierających oksymetazolinę nie należy stosować dłużej niż 3–5 dni.
Preparaty o stężeniu 0,01% przeznaczone są do stosowania u niemowląt od 2 do 12 miesiąca życia: zwykle stosuje się 1-2 krople do każdego otworu nosowego 1-3 razy na dobę za pomocą nasączonego preparatem wacika.
Preparaty o stężeniu 0,025% przeznaczone są głównie dla dzieci od 2 do 7 lat: standardowo 2-3 krople do każdego otworu nosowego nie więcej niż 2 razy w ciągu doby.
Preparaty o stężeniu 0,05% przeznaczone są głównie dla dorosłych i dzieci od 7 lat: standardowo 2-3 krople do każdego otworu nosowego nie więcej niż 3 razy w ciągu doby.

## Preparaty
Dostępne w Polsce preparaty proste:
- Acatar – US Pharmacia Sp. z o.o. – aerozol do nosa, roztwór 0,5mg/ml; 1 butelka 15ml
- Afrin – Schering-Plough Europe – krople do oczu, roztwór 0,25mg/ml; 1 butelka 10ml
- Afrin – Schering-Plough Europe – aerozol do nosa, roztwór 0,5mg/ml; 1 butelka 20ml
- Nasivin 0,01% – Merck Selbstmedikation GmbH – krople do nosa, roztwór 0,1mg/g; 1 butelka 5ml
- Nasivin 0,025% – Merck Selbstmedikation GmbH – krople do nosa, roztwór 0,25mg/g; 1 butelka 10ml
- Nasivin 0,05% – Merck Selbstmedikation GmbH – aerozol lub krople do nosa, roztwór 0,5mg/g; 1 butelka 10ml
- Nasivin soft 0,01% – Merck Selbstmedikation GmbH – krople do nosa, roztwór 0,1mg/g; 1 butelka 5ml
- Nasivin soft 0,025% – Merck Selbstmedikation GmbH – aerozol do nosa, roztwór 0,25mg/g; 1 butelka 10 lub 15ml
- Nasivin soft 0,05% – Merck Selbstmedikation GmbH – aerozol do nosa, roztwór 0,5mg/g; 1 butelka 10 lub 15ml
- Nosox – Przedsiębiorstwo Produkcji Farmaceutycznej Hasco-Lek S.A. – krople do nosa, roztwór 0,01%; 1 butelka 5 lub 10ml
- Nosox – Przedsiębiorstwo Produkcji Farmaceutycznej Hasco-Lek S.A. – krople do nosa, roztwór 0,025%; 1 butelka 5, 10 lub 20ml
- Nosox – Przedsiębiorstwo Produkcji Farmaceutycznej Hasco-Lek S.A. – krople do nosa, roztwór 0,05%; 1 butelka 10, 20 lub 30ml
- Oxalin 0,025% – Warszawskie Zakłady Farmaceutyczne POLFA S.A. – krople lub żel do nosa 0,25mg/ml; 1 butelka 10ml
- Oxalin 0,05% – Warszawskie Zakłady Farmaceutyczne POLFA S.A. – krople lub żel do nosa 0,5mg/ml; 1 butelka 10ml
- Resoxym – ICN Polfa Rzeszów S.A. – krople do nosa 0,1, 0,25 lub 0,5mg/ml; 1 butelka 10ml
- Resoxym Plus – ICN Polfa Rzeszów S.A. – aerozol do nosa, roztwór 0,5mg/ml; 1 butelka 15ml
- Vicks Sinex Aloes i Eukaliptus – WICK Pharma Zweigniederlassung der Procter & Gamble GmbH – aerozol do nosa, roztwór 0,5mg/ml; 1 butelka 10 lub 15ml